# Козоріг (знак зодіаку)

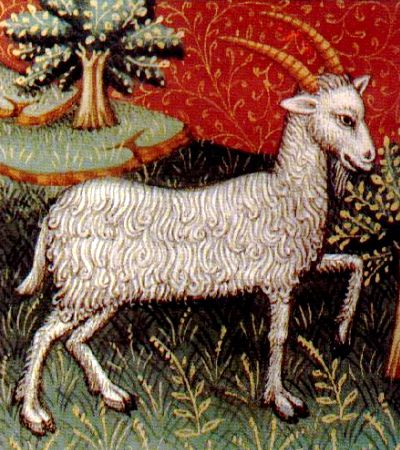
Козоріг

Козері́г (лат. Capricorn) — десятий знак зодіаку, відповідний сектору екліптики від 270° до 300°, рахуючи від точки весняного рівнодення; кардинальний знак тригона — Земля.
Згідно з координатами західної астрології Сонце знаходиться в знаку Козерога з 22 грудня по 20 січня, ведичної — Макара з 14 січня до 13 лютого. Не слід плутати знак Козерога з сузір'ям Козерога, в якому Сонце перебуває з 18 січня до 15 лютого.

## Міфологія
У давньогрецькій міфології Козоріг ототожнюється з козою Амальтея, яка вигодувала молоком (також зустрічається варіант, що амброзією) батька всіх богів і людей Зевса на острові Крит. На подяку Зевс перетворив годувальницю в сузір'я (див. Катастерізми).
За іншою версією, міфологічним аналогом Козорога є давньогрецьке божество лісів і полювання Пан, супутник Діоніса, що народився з цапиними ногами, бородою та рогами. Пан допомагав богам у битвах (зокрема, допоміг Зевсу в боротьбі з титанами), наводячи «панічний» страх на ворогів. За допомогу богам був перетворений на сузір'я.
Один з міфів оповідає про те, як Пан ледь не став жертвою вогнедишного Тифона. Переслідуваний Тифоном, Пан упав у води Нілу, внаслідок чого нижня частина його тулуба перетворилася на риб'ячий хвіст.

## Символи
Крім стандартного зображення Козорога у вигляді кози/цапа, іншим поширеним зображенням цього знака є «риба-коза» (приклад див в  галереї ) — коза з риб'ячим хвостом.
Символ Козорога ♑ ймовірно зображує Пана, що вислизає від Тифона. У Юнікоді він знаходиться під десятковим номером 9809 або шістнадцятковим номером 2651 і може бути введений в HTML-код як  ♑  або  ♑ .

## У нумізматиці

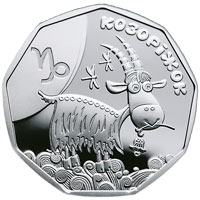
Монета НБУ, присвячена дітям, що народилися під сузір'ям Козорога

15 січня 2007 року НБУ ввів в обіг пам’ятну монету «Козеріг» номіналом 2 гривні з золота та 5 гривень зі срібла.
18 грудня 2015 року Національний банк України ввів в обіг пам’ятну монету «Козоріжок» номіналом 2 гривні зі срібла присвячену дітям, які народилися під сузір'ям Козорога.

## Галерея

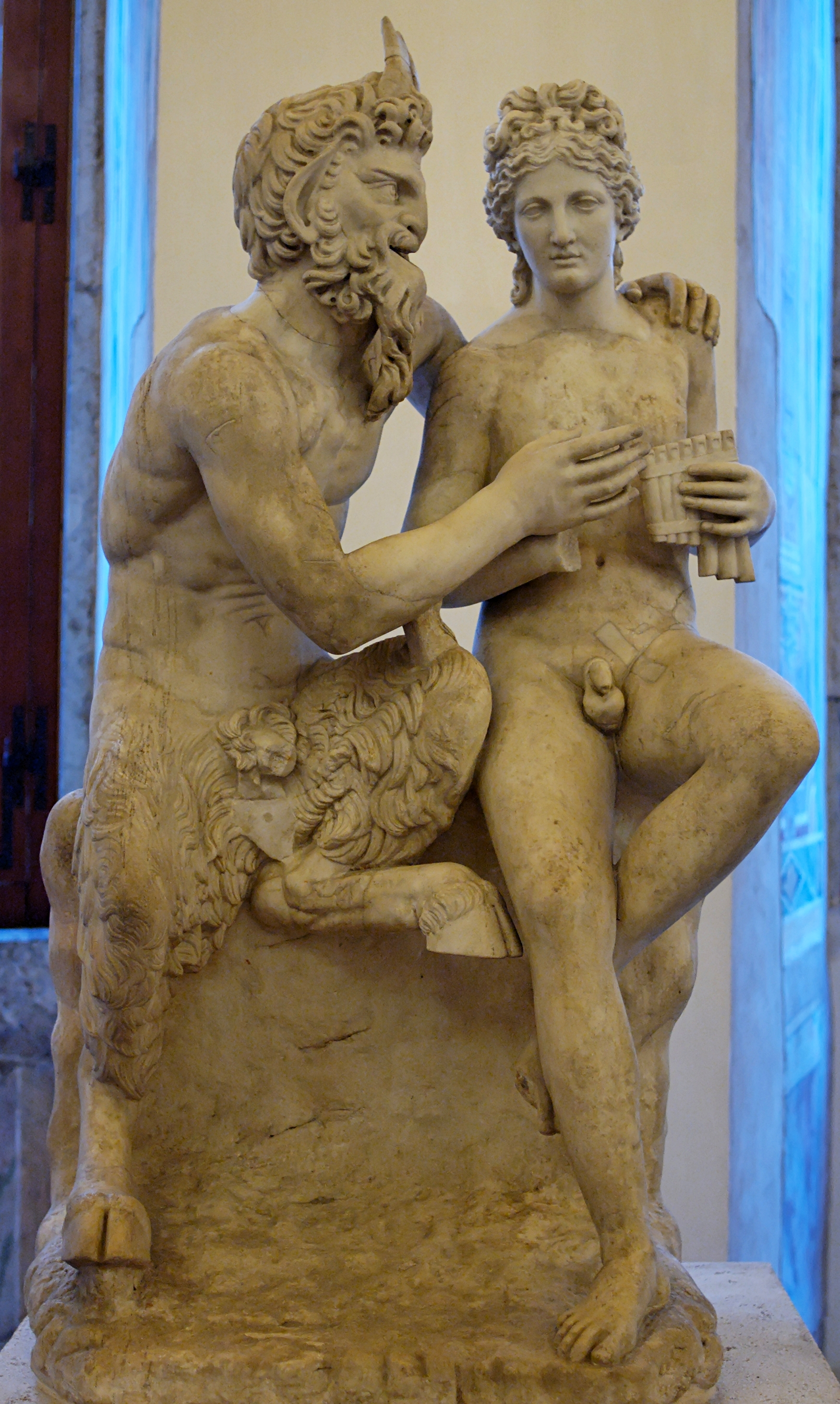
Пан та Дафніс
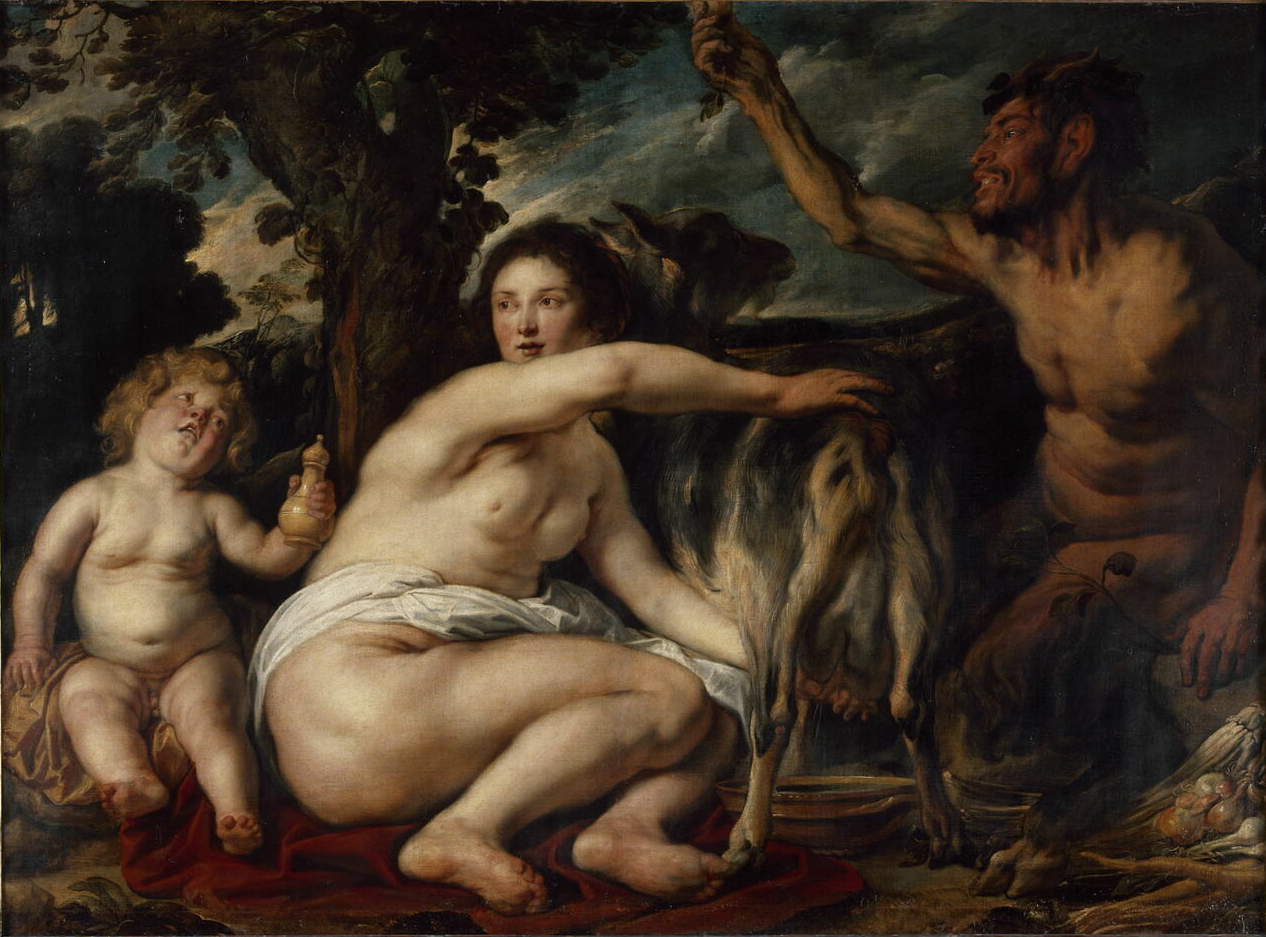
«Дитинство Зевса». Якоб Йорданс, 1640